# 斯洛伐克驻韩国大使馆
斯洛伐克共和国驻大韩民国大使馆（韩语：／ Juhan Seullobakia Daesagwan），是斯洛伐克共和国在大韩民国的最高外交代表机构，兼辖斯洛伐克对朝鲜民主主义人民共和国的外交事务。斯洛伐克现任驻韩大使是马雷克·列波夫斯基（Marek Repovský），于2024年上任。

## 历史
在1990年3月22日的天鵝絨革命后不久，韩国便与捷克和斯洛伐克聯邦共和國建立了外交关系，同年6月13日，大韩民国政府在捷克斯洛伐克首都布拉格设立大使馆（今为韩国驻捷克大使馆），1991年7月19日，捷克斯洛伐克政府在韩国首都首尔设立大使馆（今为捷克驻韩国大使馆）。
1993年1月1日天鵝絨分離，捷克斯洛伐克解体。当日，新成立的斯洛伐克共和国在与韩国建立外交关系，并在首尔设立斯洛伐克大使馆。建交之初，韩国驻捷克大使馆在一定时间内兼辖对斯洛伐克的外交事务，2007年，韩国在布拉迪斯拉发正式设立大韩民国驻斯洛伐克共和国大使馆。

## 职责
斯洛伐克共和国驻大韩民国大使馆的主要职责包括履行《維也納外交關係公約》和《维也纳领事关系公约》规定的所有职能，在大韩民国代表斯洛伐克共和国，保护斯洛伐克及其公民在大韩民国的利益，与韩国政府就共同关心的问题进行谈判，监测和通报韩国的政治、经济、社会和文化发展，促进斯洛伐克共和国与大韩民国在政治、经济、社会和文化领域的友好关系的全面发展。

## 大使列表
| 姓名              | 斯洛伐克语     | 任职年份      |
| ----------------- | -------------- | ------------- |
| 斯蒂芬·莫拉维克   | Štefan Morávek | 1993年—1998年 |
| 彼得·索普科       | Peter Sopko    | 1998年—2002年 |
| 帕维尔·赫尔莫     | Pavel Hrmo     | 2003年—2009年 |
| 杜尚·贝拉         | Dušan Bella    | 2009年—2014年 |
| 米兰·莱恰克       | Milan Lajčiak  | 2014年—2018年 |
| 扬·库德贾维       | Ján Kuderjavý  | 2019年—2024年 |
| 马雷克·列波夫斯基 | Marek Repovský | 2024年—至今   |